# Overdose (canção de Exo)
"Overdose" é uma canção do grupo masculino sino-coreano Exo contida em seu segundo extended play Overdose. Ela foi lançada em 7 de maio de 2014 em duas versões linguísticas, coreana e mandarim, pela S.M. Entertainment.

## Antecedentes e lançamento
Produzido por The Underdogs, "Overdose" é descrita como um banger de pop-urbano com ritmos de hip-hop, ganchos de R&B e batidas eletrônicas, com sua letra falando da sensação de estar sofrendo uma overdose de uma droga doce como uma metáfora para descrever o vício intenso de um homem com o amor. A canção foi lançada em 7 de maio de 2014 juntamente de um EP de mesmo nome.

## Vídeo musical
Os vídeos musicais nas versões coreana e mandarim para "Overdose" foram lançados um dia antes da canção, em 6 de maio de 2014. O vídeo mostra os integrantes presos em um labirinto enquanto performam a coreografia da canção.
A versão coreana foi o segundo vídeo de K-pop mais visualizado no YouTube em 2014, tendo ultrapassado 2,5 milhões de visualizações em suas primeiras 24 horas de lançamento. Desde então, ela alcançou mais de 100 milhões de visualizações.

## Promoção
Devido ao acidente da balsa ocorrido na Coreia do Sul, EXO-K adiou seu retorno aos palcos para 11 de abril. EXO-M deu início às promoções se apresentando no Global Chinese Music em 19 de abril.

## Recepção
"Overdose" estreou na segunda posição da Parada Digital do Gaon e da Parada de Canções Digitais Mundiais da Billboard. A versão do EXO-K ganhou o primeiro lugar em programas musicais oito vezes, enquanto a versão do EXO-M ganhou duas vezes.

## Desempenho nas paradas
| Parada (2014)                         | Melhor posição |
| ------------------------------------- | -------------- |
| Singles sul-coreanos (Gaon)           | 2              |
| Canções digitais mundiais (Billboard) | 2              |

| Parada (2014)               | Melhor posição |
| --------------------------- | -------------- |
| Singles sul-coreanos (Gaon) | 2              |

| Parada (2014)               | Melhor posição |
| --------------------------- | -------------- |
| Singles sul-coreanos (Gaon) | 18             |

## Vendas
| Região               | Vendas     |
| -------------------- | ---------- |
| Coreia do Sul (Gaon) | 1,168,390+ |

## Prêmios e indicações
| Premiação               | Categoria                    | Resultado | Ref           |
| ----------------------- | ---------------------------- | --------- | ------------- |
| Mnet Asian Music Awards | UnionPay – Canção do Ano     | Indicado  | [ 15 ] [ 16 ] |
| Miguhui Awards          | Prêmio de melhor performance | Indicado  | [ 17 ]        |

### Prêmios de programas musicais
| Programa                  | Data               | Ref    |
| ------------------------- | ------------------ | ------ |
| Show Champion (MBC Music) | 14 de maio de 2014 | [ 18 ] |
| M! Countdown (Mnet)       | 15 de maio de 2014 | [ 19 ] |
| M! Countdown (Mnet)       | 22 de maio de 2014 | [ 20 ] |
| Music Bank (KBS)          | 31 de maio de 2014 |        |
| Show! Music Core (MBC     | 17 de maio de 2014 | [ 21 ] |
| Show! Music Core (MBC     | 24 de maio de 2014 | [ 22 ] |
| Inkigayo (SBS)            | 18 de maio de 2014 | [ 23 ] |
| Inkigayo (SBS)            | 25 de maio de 2014 | [ 24 ] |
| Inkigayo (SBS)            | 1 de junho de 2014 | [ 25 ] |
| Global Chinese Music      | 10 de maio de 2014 | [ 26 ] |
| Global Chinese Music      | 17 de maio de 2014 | [ 27 ] |